# Funzioni ellittiche di Weierstrass
In matematica, le funzioni ellittiche di Weierstrass costituiscono uno dei due tipi esemplari di funzioni ellittiche (l'altro essendo costituito dalle funzioni ellittiche di Jacobi). Esse prendono nome dal matematico tedesco Karl Weierstrass (1815-1897).

## Definizioni

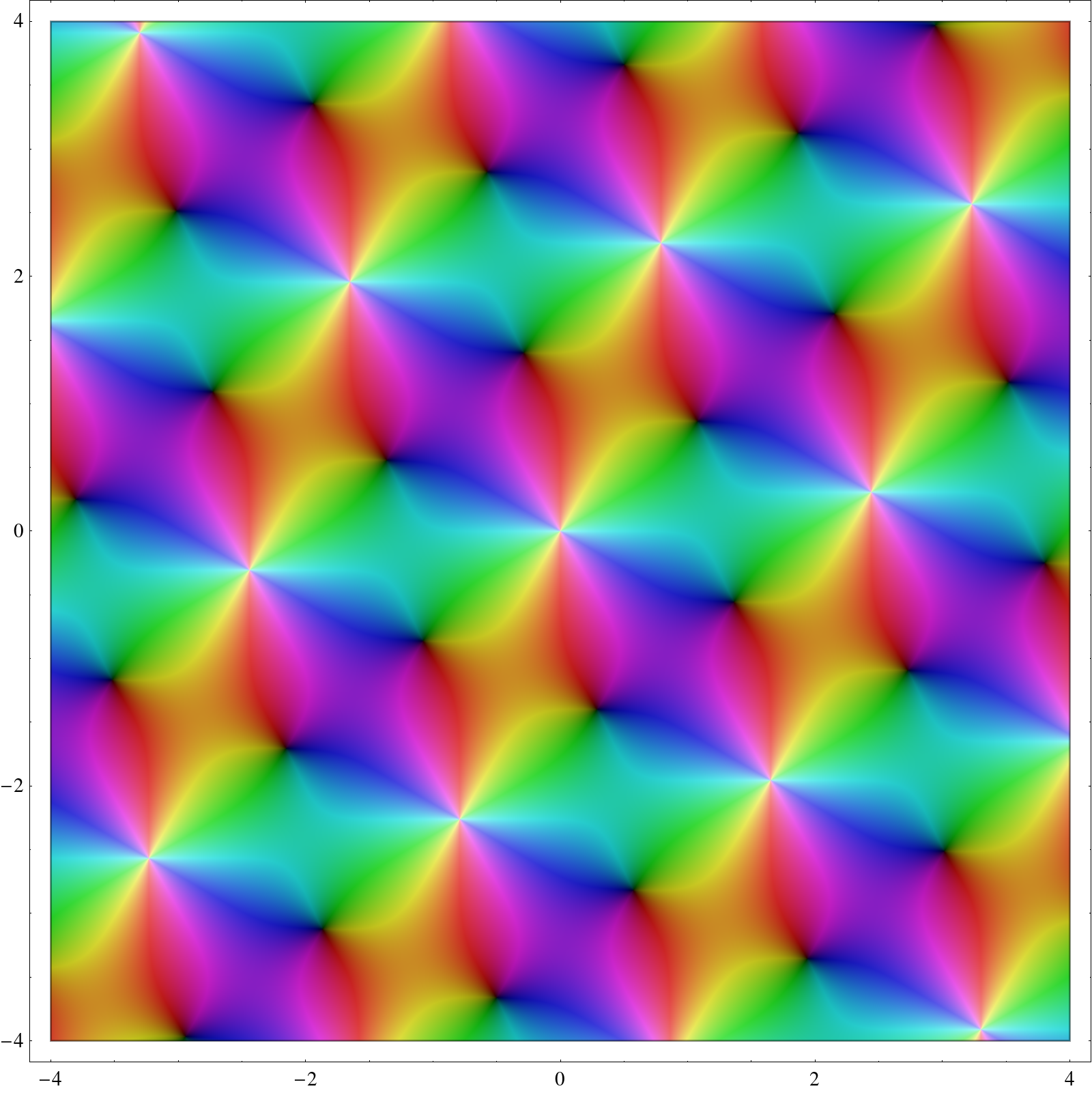
Funzione di Weierstrass definita sopra un sottoinsieme del piano complesso visualizzata con una tecnica standard secondo la quale il bianco corrisponde a un polo, il nero a uno zero e la massima saturazione a Si noti il reticolo regolare dei poli e i due reticoli interfogliati degli zeri.

Come funzione ellittica di Weierstrass si possono definire tre funzioni strettamente collegate, ciascuna delle quali possiede certi vantaggi. Si tratta di tre funzioni con diversi elenchi di argomenti per le quali si usa lo stesso simbolo, in quanto le differenze relative agli argomenti risultano piuttosto evidenti. La prima funzione ha come argomenti una variabile complessa {\displaystyle z} e un reticolo {\displaystyle \Lambda } nel piano complesso. La seconda ha come argomenti {\displaystyle z} e due numeri complessi {\displaystyle \omega _{1}} e {\displaystyle \omega _{2}} i quali costituiscono un doppietto di generatori, o periodi, per il reticolo. La terza ha come argomenti {\displaystyle z} e un modulo {\displaystyle \tau }, elemento del semipiano superiore. Questo parametro si collega agli argomenti della seconda funzione con la relazione {\displaystyle \tau =\omega _{2}/\omega _{1}}, qualora si assuma che i due periodi appartengano al semipiano superiore. Le funzioni del terzo tipo, fissando un valore per la {\displaystyle z}, diventano le funzioni modulari di {\displaystyle \tau }.
Come funzione avente come argomenti i due periodi {\displaystyle \omega _{1}} e {\displaystyle \omega _{2}} , la funzione ellittica di Weierstrass è definita come:
{\displaystyle \wp (z;\omega _{1},\omega _{2}):={\frac {1}{z^{2}}}+\sum _{m^{2}+n^{2}\neq 0}\left\{{\frac {1}{(z-m\omega _{1}-n\omega _{2})^{2}}}-{\frac {1}{\left(m\omega _{1}+n\omega _{2}\right)^{2}}}\right\}}
Si definiscono allora il reticolo periodico {\displaystyle \Lambda :=\{m\omega _{1}+n\omega _{2}:m,n\in \mathbb {Z} \}} e la funzione di Weierstrass di una variabile complessa e del reticolo come:
{\displaystyle \wp (z;\Lambda ):=\wp (z;\omega _{1},\omega _{2})}
Se {\displaystyle \tau } denota un generico numero complesso del semipiano superiore, si pone:
{\displaystyle \wp (z;\tau ):=\wp (z;1,\tau )={\frac {1}{z^{2}}}+\sum _{n^{2}+m^{2}\neq 0}{1 \over (z-n-m\tau )^{2}}-{1 \over (n+m\tau )^{2}}}
La precedente espressione è omogenea di grado {\displaystyle -2} e questo consente di definire la funzione di Weierstrass {\displaystyle \wp } avente come argomenti due periodi generici, come:
{\displaystyle \wp (z;\omega _{1},\omega _{2}):=\wp (z/\omega _{1};\omega _{2}/\omega _{1})/\omega _{1}^{2}}
si può calcolare {\displaystyle \wp } molto rapidamente in termini di  funzioni theta; perché queste convergono molto rapidamente, questa è una via molto più rapida per calcolare {\displaystyle \wp } rispetto alle serie usate per definirla. La formula è:
{\displaystyle \wp (z;\tau )=\pi ^{2}\vartheta ^{2}(0;\tau )\vartheta _{10}^{2}(0;\tau ){\vartheta _{01}^{2}(z;\tau ) \over \vartheta _{11}^{2}(z;\tau )}+e_{2}(\tau )}
dove:
{\displaystyle e_{2}(\tau )=-{\pi ^{2} \over {3}}(\vartheta ^{4}(0;\tau )+\vartheta _{10}^{4}(0;\tau ))}
C'è un polo del secondo ordine ad ogni punto del reticolo (inclusa l'origine). Con queste definizioni, {\displaystyle \wp (z)} è una funzione pari e la sua derivata rispetto a {\displaystyle z}, {\displaystyle \wp '}, dispari.

## Equazione differenziale
Con questa notazione, la funzione {\displaystyle \wp } soddisfa la seguente equazione differenziale:
{\displaystyle [\wp '(z)]^{2}=4[\wp (z)]^{3}-g_{2}\wp (z)-g_{3}}
nella quale si elimina la dipendenza da {\displaystyle \omega _{1}} e {\displaystyle \omega _{2}}.

## Equazione integrale
Le funzioni ellittiche di Weierstrass possono essere definite come l'inverso di un integrale ellittico. Infatti, sia
{\displaystyle u=\int _{y}^{\infty }{\frac {ds}{\sqrt {4s^{3}-g_{2}s-g_{3}}}}.}
dove, g2 e g3 sono costanti, allora si ottiene
{\displaystyle y=\wp (u).}
Ciò deriva direttamente dall'integrazione dell'equazione differenziale.